# Ланцетникові
Ланцетникові (Branchiostomidae) — родина ланцетників. Це морські тварини, що живуть в узбережних тропічних водах.

## Роди
- Asymmetron Andrews, 1893
- Branchiostoma Costa, 1834
- Epigonichthys Peters, 1876
- Epigonopterus Jordan & Gilbert, 1882
- Palaeobranchiostoma Oelofsen & Loock, 1981